# Fernando Cerón
Fernando Cerón Córdova (Ambato, 1989) es un sociólogo, gestor cultural y activista por los derechos LGBT ecuatoriano. Es el actual presidente de la Casa de la Cultura Ecuatoriana, cargo al que fue elegido para el periodo 2021-2025.

## Trayectoria
De adolescente fue influenciado por las ideas de izquierda de su abuelo, quien fue un líder sindicalista. Cuando cursaba el último año de educación secundaria, fue expulsado de su colegio por realizar grafitis. A los 16 años creó junto a otros jóvenes el colectivo cultural Pandemonium, en el que realizaban protesta social por medio del arte callejero y la literatura.
Tras graduarse del colegio viajó a Quito y cursó la carrera de sociología en la Pontificia Universidad Católica del Ecuador, en la que participó en proyectos teatrales, literarios y artísticos. Como sociólogo, trabajó como investigador de la memoria histórica de las poblaciones Kichwas de Ecuador.
En agosto de 2015, fue parte de la toma de la Basílica Catedral de Ambato organizada por poblaciones indígenas como forma de apoyo a la Confederación de Nacionalidades Indígenas del Ecuador (CONAIE). Cerón actuó como vocero de los protestantes y afirmó que buscaban respuestas por parte del gobierno nacional a una serie de demandas presentadas por la CONAIE.
En 2017, fue elegido director del núcleo de Tungurahua de la Casa de la Cultura Ecuatoriana. Al contar con 27 años, esto lo convirtió en el director más joven de la historia del núcleo de Tungurahua.
El 30 de agosto de 2021, Cerón fue elegido presidente nacional de la Casa de la Cultura Ecuatoriana de entre seis candidatos. Entre las propuestas de su lista se encontraba trabajar por la profesionalización de los artistas ecuatorianos, la descentralización de los recursos de la entidad y la apertura de la Casa de la Cultura a grupos tradicionalmente excluidos, entre ellos personas indígenas, afrodescendientes, pertenecientes a tribus urbanas y a diversidades sexuales. Una vez posicionado en el cargo, Cerón denunció la existencia de personas incluidas en la nómina de trabajadores de la institución que no realizaban trabajo alguno, además de otras irregularidades en la administración, como uso de espacios para fines particulares.

### Activismo
Cerón se identifica como parte de las poblaciones LGBT. En su faceta como activista por los derechos de las diversidades sexogenéricas, ha sido parte de los colectivos la Bola Minoritaria, Ambato Dispar, Colectivo Independiente de Derechos Humanos y Colectivo Visión y Diversidad.
También ha realizado activismo ecológico. Fue parte de la organización Geo Juvenil y del colectivo Yasunidos.